# Fiera internazionale di Poznań

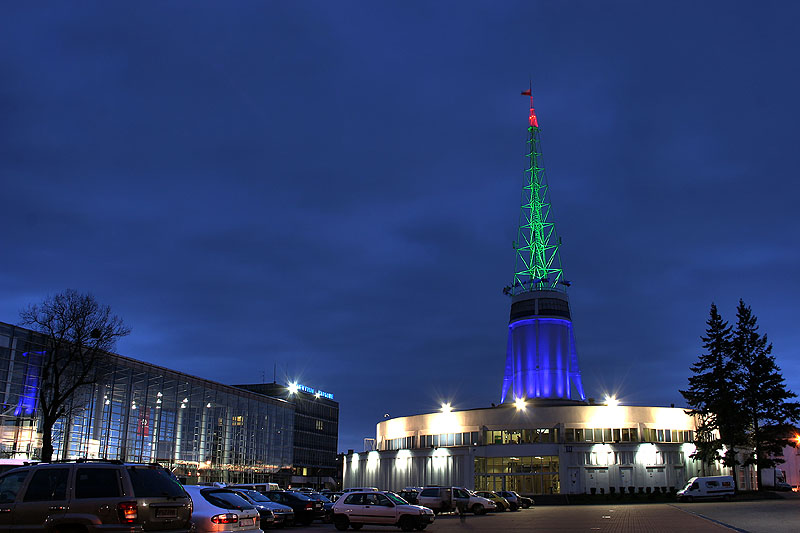
Veduta presso lIglica (Sala 11)

La Fiera internazionale di Poznań (FIP, polacco: Międzynarodowe Targi Poznańskie, MTP) è la più grande fiera industriale della Polonia. Si tiene nel quartiere fieristico di Poznań, situato nel centro della città, di fronte alla stazione ferroviaria centrale, Poznań Główny.
Tipicamente, circa 13.200 espositori, tra i quali circa 3.000 aziende straniere provenienti da 70 paesi di tutto il mondo, partecipano agli 80 eventi fieristici organizzati nel sito della fiera di Poznań.
La fiera possiede la più grande infrastruttura per esposizioni e conferenze della Polonia, incluse 16 sale climatizzate di alto livello con una grande area espositiva (oltre 110.000 m2 in sale espositive e quasi 35.000 m2 in spazi aperti) e 81 moderne sale per conferenze.

## Storia
La prima Fiera di Poznań (I Targ Poznański) ebbe luogo nel 1921, da un'idea dell'Unione delle Associazioni mercantili, che si era ispirata alla Fiera di Lipsia. A partire dal 1925, furono ammesse a partecipare anche aziende straniere e la fiera acquistò un carattere realmente internazionale. Nel 1927, la FIP fu accettata come membro dell'UFI.
Durante gli anni 1920 la fiera conobbe un intenso sviluppo, culminato nella grande Esposizione Generale Nazionale (polacco: Powszechna Wystawa Krajowa, PWK, PeWuKa) del 1929, che fu visitata da 4,5 milioni di persone. Superate le difficoltà economiche della Grande depressione, la fiera riprese pieno vigore nel periodo interbellico. Durante la Seconda guerra mondiale, la società fu sciolta, le strutture confiscate e trasformate in una fabbrica di aerei da guerra Focke-Wulf, il che la rese un obiettivo per i bombardamenti alleati. Infatti, alla fine del conflitto l'85% delle sue strutture era distrutto. Malgrado questo danno, tuttavia, nel 1946 ebbe luogo la prima esposizione postbellica e un anno dopo, nel 1947, la fiera aveva già riacquistato il suo carattere internazionale. Nel 1990 la Fiera internazionale di Poznań si trasformò in una società a responsabilità limitata, con il Tesoro di Stato tra i suoi azionisti. Da allora la FIP continua ad espandersi e ad ampliare il suo spazio espositivo.

## La Fiera internazionale di Poznań oggi
Oggi la FIP è la più grande organizzatrice di fiere in Polonia (per oltre il 50% del totale dell'area espositiva e oltre il 60% degli espositori). È la 21ª fiera più grande del mondo, con circa 50 eventi commerciali che hanno luogo ogni anno sul suo sito. La FIP ha uno spazio espositivo di 110.000 m2 all'interno e di 35.000 m2 all'esterno. La società che la gestisce è di proprietà pubblica: il 60% delle azioni appartiene al Ministero del Tesoro polacco e il 40% alla Città di Poznań. La FIP organizza la presenza delle più importanti aziende polacche in oltre 50 delle più importanti mostre ed esposizioni fieristiche all'estero, in paesi come Germania, Russia, Ucraina, Georgia, Repubblica Ceca, Croazia, Bulgaria, Romania, Uzbekistan, Kazakhstan e Azerbaijan.
La Fiera internazionale di Poznań ha uffici di rappresentanza esteri in tutto il mondo. Ogni anno organizza oltre 1.600 congressi, conferenze e seminari e ospita circa 100.000 partecipanti a questi eventi.